# Libuše Ludíková
Libuše Ludíková (* 19. listopadu 1957 Olomouc) je česká speciální pedagožka a vysokoškolská učitelka, v letech 2006 až 2014 a opět v letech 2018 až 2022 děkanka Pedagogické fakulty Univerzity Palackého (PdF UP).

## Život
Narodila se v listopadu 1957 v Olomouci. V letech 1977 až 1981 absolvovala studium oboru Učitelství pro školy pro mládež vyžadující zvláštní péči na Pedagogické fakultě Univerzity Palackého a získala magisterský titul. V letech 1981 až 1982 působila jako učitelka ve zvláštní škole v Olomouci. V roce 1982 poté po absolvování rigorózního řízení získala také titul doktorky pedagogiky a na své alma mater začala pracovat. V roce 1996 získala v oboru pedagogika-speciální pedagogika titul kandidátky věd na Pedagogické fakultě Univerzity Komenského v Bratislavě a v roce 1999 se habilitovala v oboru speciální pedagogika na PdF UP.
V letech 1997 až 2003 působila jako členka a v letech 1997 až 2002 i jako předsedkyně akademického senátu PdF UP. V letech 2002 až 2003 byla jeho místopředsedkyní. Ve stejném období (1997 až 2003) působila i jako členka Akademického senátu Univerzity Palackého, v letech 1997 až 2000 byla předsedkyní jeho ekonomické komise a v letech 2002 až 2003 byla jeho místopředsedkyní.
V letech 1999 až 2006 působila jako vedoucí Katedry speciální pedagogiky PdF UP. V roce 2003 absolvovala program celoživotního vzdělávání zvaný Příprava realizátorů distančního vzdělávání a v roce 2004 byla na PdF UP jmenována profesorkou pro obor speciální pedagogika. V letech 2003 až 2006 byla prorektorkou Univerzity Palackého a v roce 2006 se stala děkankou PdF UP, když ve funkci nahradila Františka Mezihoráka. Ve funkci setrvala po dvě volební období, než se v roce 2014 jejím nástupcem stal Čestmír Serafín. V letech 2014 působila Ludíková jako proděkanka pro vědu, výzkum a doktorská studia. V letech 2018 až 2022 však opět vykonávala funkci děkanky PdF UP. V roce 2022 ji ve funkci vystřídal Vojtech Regec.
Během své kariéry působí či působila jako členka vědeckých rad různých fakult a univerzit. V roce 1998 začala působit jako členka vědecké rady PdF UP, v roce 2002 jako členka vědecké rady Pedagogické fakulty Univerzity Komenského, v roce 2006 se stala členkou vědecké rady Univerzity Palackého, v roce 2009 členkou Vědecké rady Fakulty sociálních studií Ostravské univerzity v Ostravě a v roce 2016 členkou vědecké rady Pedagogické fakulty Univerzity Hradec Králové. Působí také na Pedagogické fakultě Ostravské univerzity.

## Výběr publikací[6]
- Vzdělávání hluchoslepých I (2000)
- Vzdělávání hluchoslepých II (2000)
- Kombinované vady (2005)
- Speciální pedagogika osob se zrakovým postižením (2007)
- Speciální pedagogika (2007)
- Specifika komunikace osob se zdravotním postižením (2008)
- Kvalita života osob se speciálními potřebami (2013)
- Centrum podpory studentů se specifickými potřebami na Univerzitě Palackého v Olomouci (2015)
- Výzkum kvality života vybraných skupin osob se speciálními potřebami (2017)
- Znevýhodněný žák (2020)